# Dej
Dej (pronunciat en romanès: [deʒ]; hongarès: Dés; alemany: Desch, Burglos; ídix: דעעש Desh) és un municipi de Transsilvània, Romania, de 60 quilometres (37 mi) al nord de Cluj-Napoca, al comtat de Cluj. Es troba on el riu Someșul Mic es troba amb el riu Someșul Mare. La ciutat administra quatre pobles: Ocna Dejului (Désakna), Peștera (Pestes), Pintic (Oláhpéntek) i Șomcutu Mic (Kissomkút).
La ciutat es troba a la cruïlla d'importants ferrocarrils i autopistes que la connecten amb Cluj-Napoca, Baia Mare, Satu Mare, Deda, Bistrița i Vatra Dornei.

## Història
Al territori de Dej s'han descobert artefactes que es remunten al 5500 aC i pertanyen a la cultura Starčevo – Körös – Criș, així com artefactes del segle xv aC i pertanyents a la cultura Wietenberg de l'edat del bronze. També a l'edat del bronze es va iniciar i desenvolupar l'explotació dels jaciments de sal a la zona de la ciutat actual. Durant l'edat del ferro, la civilització geto-dàcia va sorgir i es va estendre per un vast territori. La vall de Someș va ser una part integral d'aquesta evolució històrica, com ho demostren els descobriments arqueològics de la zona, com la fortalesa dàcia de Dealul Florilor. Després de les guerres dacies, l'emperador Trajà va transformar la major part de Dàcia en una província romana; el territori de la ciutat va passar a formar part de la província de Dacia Superior, i més tard Dacia Porolissensis.
Segons Gesta Hungarorum, les formacions polítiques vlaques situades al nord i al nord-oest de Transsilvània, dirigides per Gelou, Glad i Menumorut van ser conquerides per les tribus hongareses a principis del segle x. Durant el voivodat de Menumorut, la defensa del camí de sal estava assegurada per les fortaleses d'Ocna Dej i Cuzdrioara i els punts fortificats d'Uriu i Urișor. L'extensió del Regne d'Hongria al centre i al sud de Transsilvània es va aconseguir amb l'ajut de Székely i dels colons alemanys. Els primers colons van arribar a la zona de Dej els anys 1141–1143, entrant de Satu Mare a Dej, Bistrița, Cluj i Reghin. Després de deixar Holanda i Flandes a causa de les inundacions del mar, es van establir en aquesta regió i van fundar la ciutat de Dej.
La ciutat es va esmentar per primera vegada el 1214 com a Dees, el 1236 com a Deeswar, el 1310 com a Deesvitta, el 1351 es van produir com Deésvár, la primera s'ha utilitzat fins que finalment es va canviar a Dés. Tenia una carta reial com a ciutat lliure i era la capital del comtat de Szolnok-Doboka. El 1905 tenia una església protestant del segle xv i una torre de fortificacions del segle XVI. Va ser principalment una ciutat de mercat de vins locals i altres productes agrícoles.

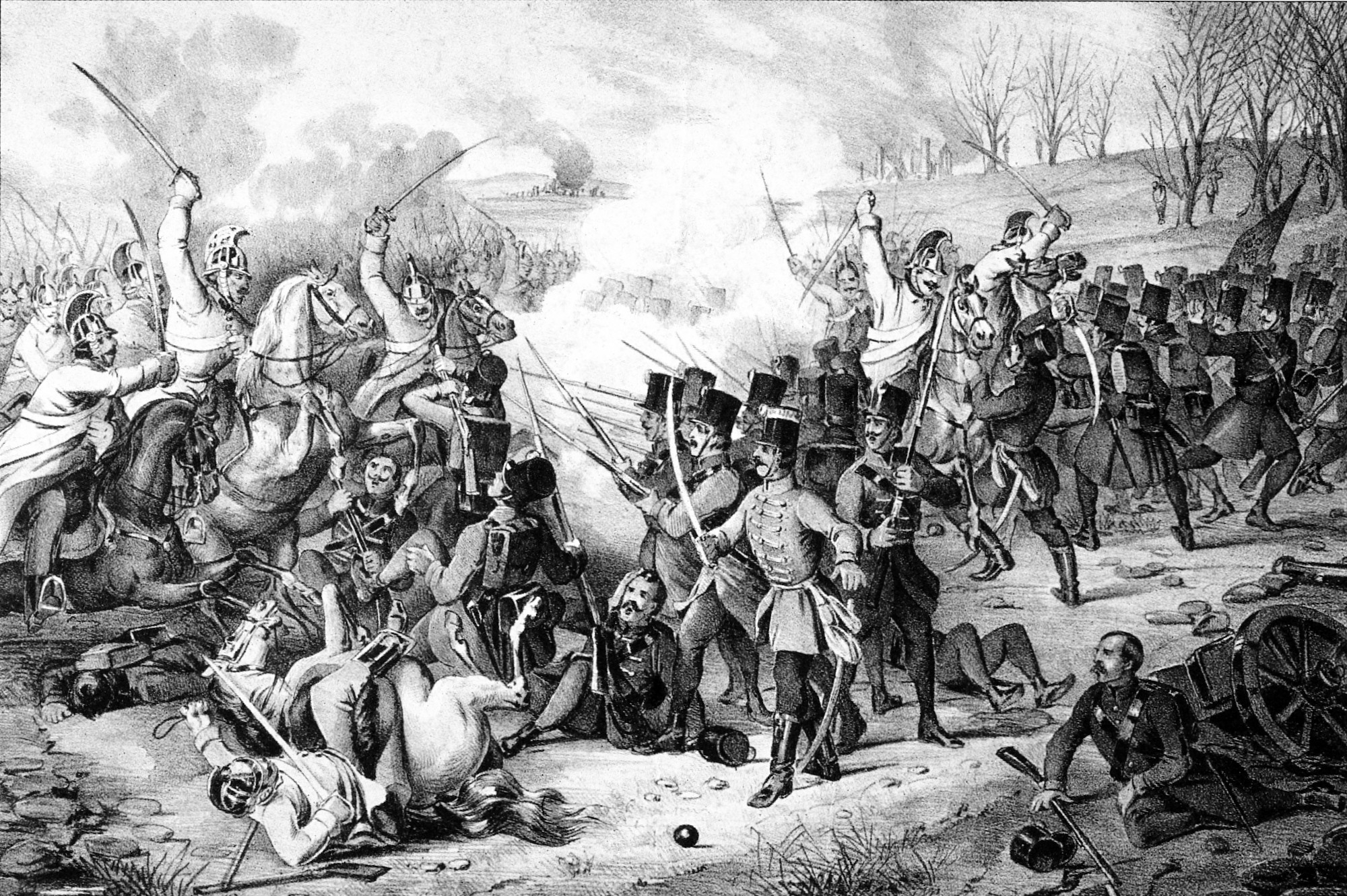
La batalla de Dés el 24 de novembre de 1848. Les tropes del major Miklós Katona són derrotades per l'exèrcit de Karl Urban.

Durant la revolució hongaresa del 1848, la ciutat de Dés va ser escenari d'enfrontaments militars entre unitats de l'exèrcit hongarès i unitats de l'exèrcit austríac, que incloïen regiments fronterers romanesos i camperols romanesos, sota el comandament del coronel Karl von Urban. La batalla més gran pel control de Dés va tenir lloc el 24 de novembre de 1848 al bosc de Bungăr i va continuar al territori de la ciutat. Les forces hongareses dirigides pel major Miklós Katona van ser fugides cap a Nagybánya. Més de 150 persones van caure en aquesta batalla; en la seva memòria, el monument "El lleó adormit" va ser erigit el 1889.
El segle xix va ser un període de profundes obres de transformació i modernització de la ciutat, incloent l'edifici de la prefectura del comtat, l'ajuntament, l'hospital Rudolf, el palau de justícia, l'església greco-catòlica, el teatre, la caserna de l'exèrcit, i l'escola secundària "Andrei Mureșanu". El 1882 es va obrir la línia de ferrocarril Cluj– Apahida –Dej, amb una extensió a Ocna Dej, mentre que el 1910 es va electrificar la mina Ferdinand.

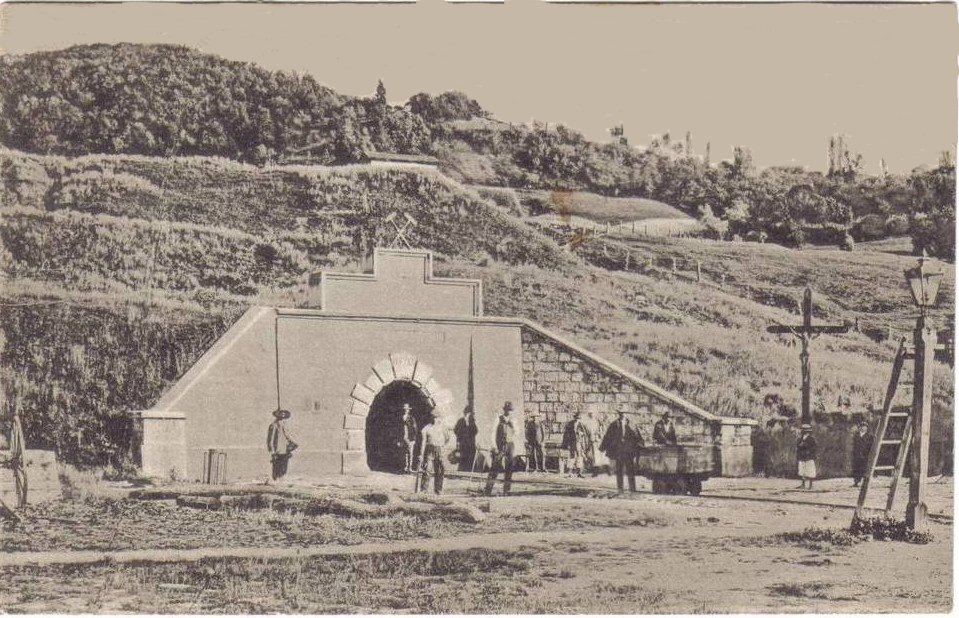
Entrada a la mina de sal Ocna Dej, segle XIX

L'1 de desembre de 1918, onze delegats de Dej van participar en l'Assemblea Nacional Romanesa a Alba Iulia, que va proclamar la unió de Transsilvània amb Romania. Després de la Primera Guerra Mundial i de la següent guerra hongarès-romanesa, l'exèrcit romanès va entrar a la ciutat el 21 de desembre de 1918, i més tard la ciutat va passar a formar part de Romania. El període d'entreguerres va comportar importants transformacions a la ciutat de Dej que van permetre el seu desenvolupament i modernització sota la direcció del seu alcalde, Cornel Pop, que va assumir el càrrec el maig de 1920. Del 1925 al 1938, la ciutat va ser la seu del comtat de Someș, després de la qual cosa va passar a formar part de Ținutul Crișuri.

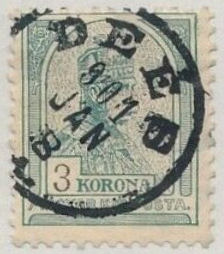
Segell del Regne d'Hongria utilitzat a Deés, el 8 de gener de 1901

Després del Segon Premi de Viena del 30 d'agost de 1940, el territori del nord de Transsilvània (del qual formava part la ciutat de Dej) va tornar al Regne d'Hongria. El 8 de setembre de 1940, l'administració hongaresa es va instal·lar a Dej i va procedir a prendre mesures discriminatòries contra romanesos i jueus, obligant a molts romanesos a refugiar-se a Romania. El 1944 va començar el drama de la població jueva al que llavors era el comtat de Szolnok-Doboka i la seva capital, Dés (Dej). Després de diversos decrets del govern hongarès i de consultes d'alt nivell en una reunió el 26 d'abril amb László Endre a Szatmárnémeti (Satu Mare), es va decidir exterminar els jueus. El 3 de maig, les autoritats de la ciutat van iniciar l'acció de guetització de jueus al bosc de Bungăr, on van ser empresonats 3.700 jueus de Dej i 4.100 jueus d'altres localitats del comtat. Durant l'operació del gueto Dej, els jueus van ser maltractats, torturats i morits de fam. La deportació dels jueus als camps d'extermini nazis es va fer amb vagons de mercaderies, en tres etapes: el primer transport el 28 de maig, quan van ser deportats 3.150 jueus; la segona el 6 de juny, quan van ser deportats 3.360 jueus; la tercera el 8 de juny, quan van ser deportats els darrers 1.364 jueus. La majoria dels deportats van ser exterminats al camp d'Auschwitz – Birkenau, amb la supervivència de poc més de 800 deportats.
Cap al final de la Segona Guerra Mundial, els exèrcits romanesos i soviètics van entrar a la ciutat el 15 d'octubre de 1944. El territori del nord de Transsilvània va romandre sota administració militar soviètica fins al 9 de març de 1945, després del nomenament de Petru Groza com a primer ministre. Després de les eleccions de novembre de 1946, els veïns dels pobles propers a Dej es van revoltar contra la falsificació dels resultats electorals per part de les autoritats comunistes i van iniciar la primera revolta contra el nou règim, sent detinguts per les tropes armades al pont de Someș. El nom de la ciutat estava relacionat amb el nom del primer líder del Partit Comunista Romanès, Gheorghe Gheorghiu-Dej, que va viure aquí el 1931 i va treballar a l'estació de ferrocarril. Quan es va convertir en el governant de facto del país, Gheorghe Gheorghiu va prendre oficialment el nom de la ciutat i va donar suport al desenvolupament econòmic de la localitat. El règim comunista va comportar transformacions fonamentals en la vida política, administrativa i econòmica de la ciutat. Molts líders anteriors van ser víctimes del règim, com va passar amb l'exalcalde, Cornel Pop, que va morir a la presó de Văcărești el 1953. Una altra personalitat, l'exprimer ministre Alexandru Vaida-Voevod, de Bobâlna, va ser arrestada el març de 1945 per la temuda Securitat i va morir sota arrest domiciliari el 1950.

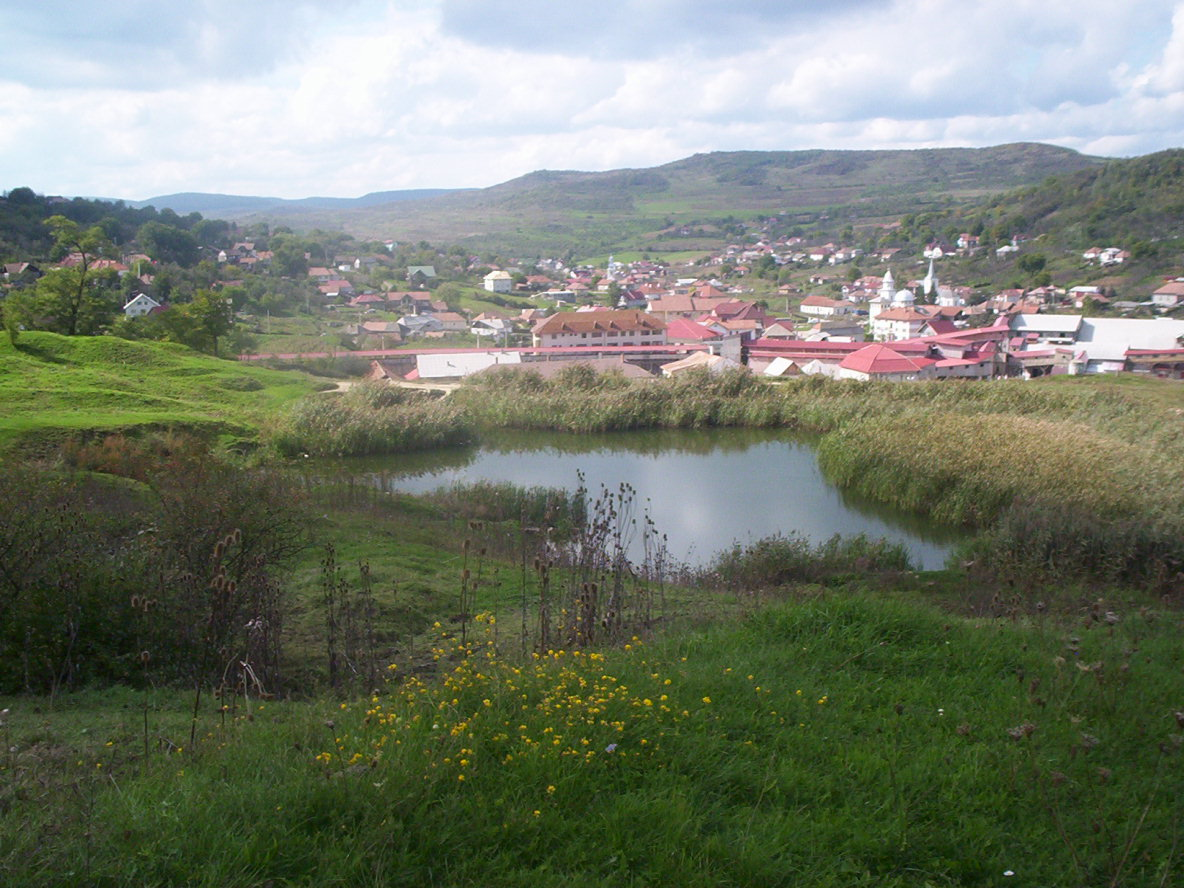
Ocna Dej, amb el llac Iosif (al lloc de la mina de Iosif enclavada) en primer pla

El desembre de 1950, es va abolir el comtat de Someș i es va organitzar el districte de Dej al seu lloc dins de la regió de Cluj. Després de la reforma administrativa del 1968, la ciutat de Dej va ser declarada municipi del comtat de Cluj. Un fet tràgic en la història de la ciutat van ser les catastròfiques inundacions del maig de 1970, quan totes les zones baixes de la ciutat estaven sota l'aigua i 6 persones es van ofegar. Després de la Revolució romanesa del 1989, es van privatitzar les empreses estatals, es va crear un entorn per desenvolupar una economia de mercat, es van crear noves unitats de producció amb capital nacional i estranger i van sorgir moltes petites i mitjanes empreses a Dej. Es van modernitzar les institucions educatives, l'hospital municipal, les institucions culturals, es van construir noves esglésies i es va actualitzar la infraestructura de la ciutat.

## Demografia
Segons el cens romanès de 2011, hi havia 33.497 persones vivint a la ciutat. D'aquesta població, el 81,8% eren romanesos d'origen, mentre que l'11,3% eren d'ètnia hongaresa, l'1,0% gitanos i el 0,1% d'altres ètnies.

## Galeria

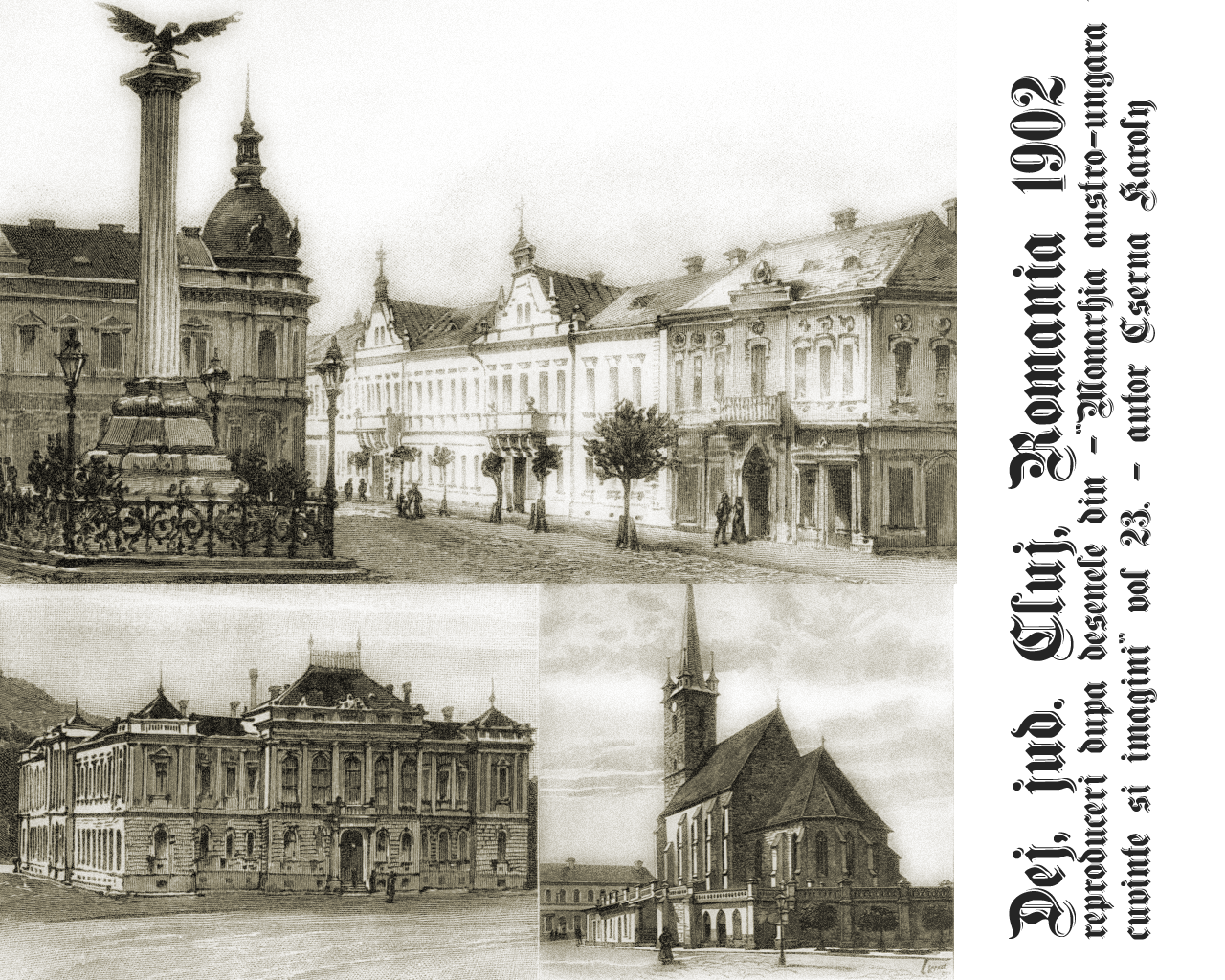
Dej el 1902
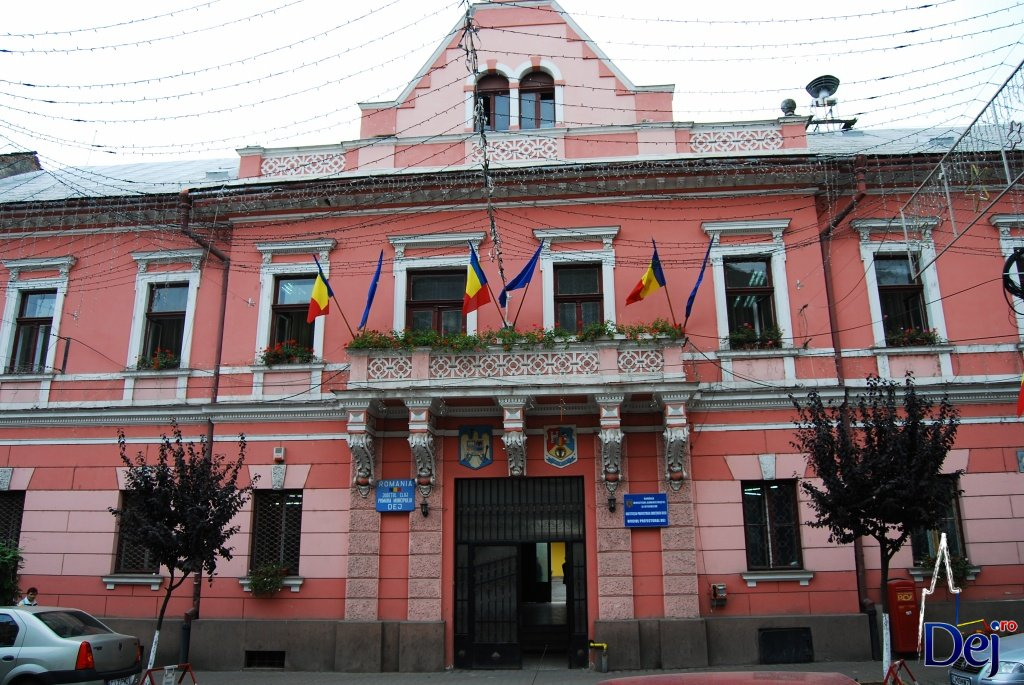
L’Ajuntament
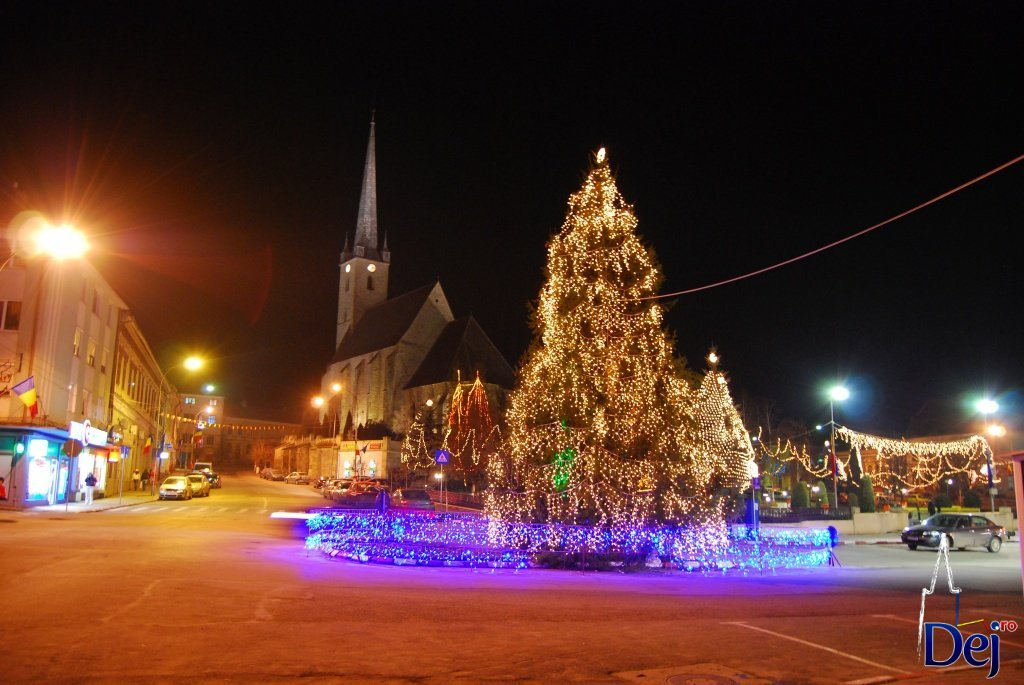
Plaça de la ciutat a la nit
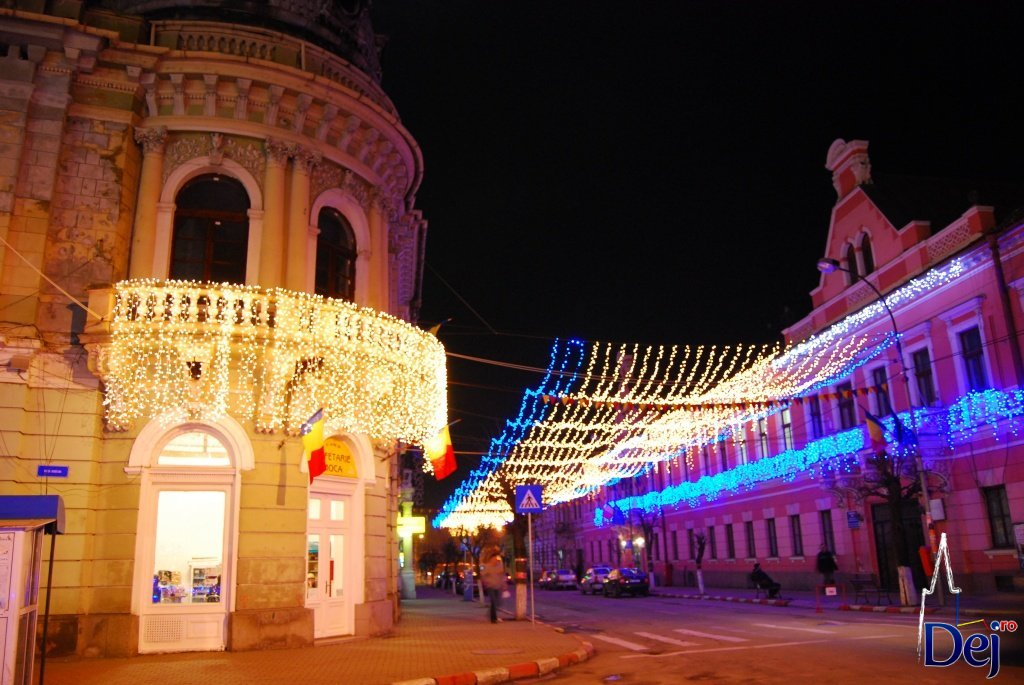
Carrer Avram Iancu
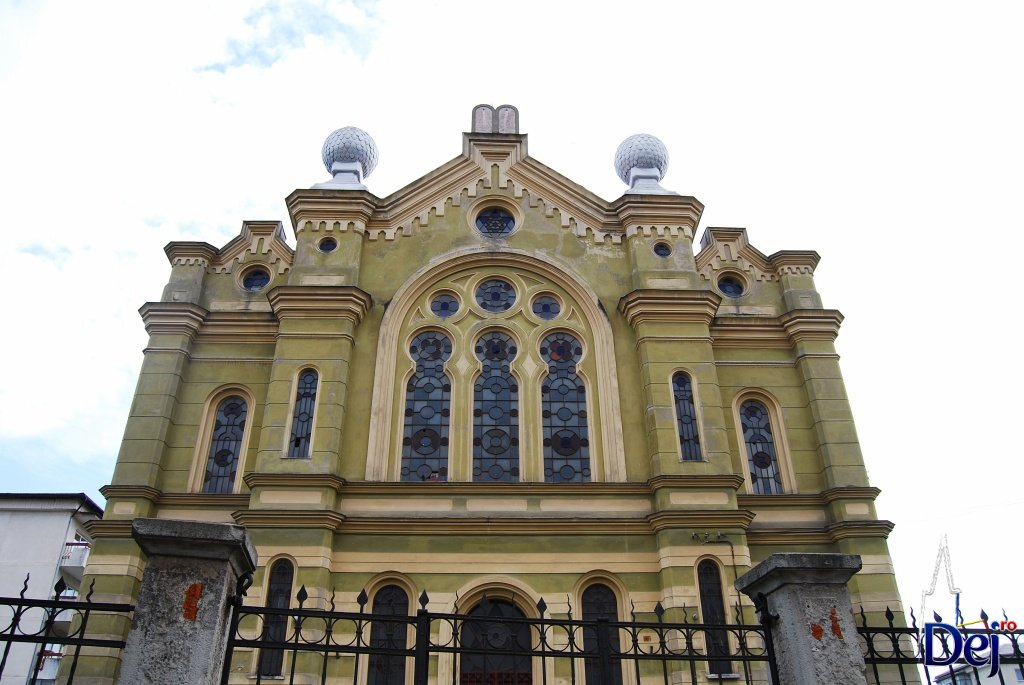
Sinagoga a Dej
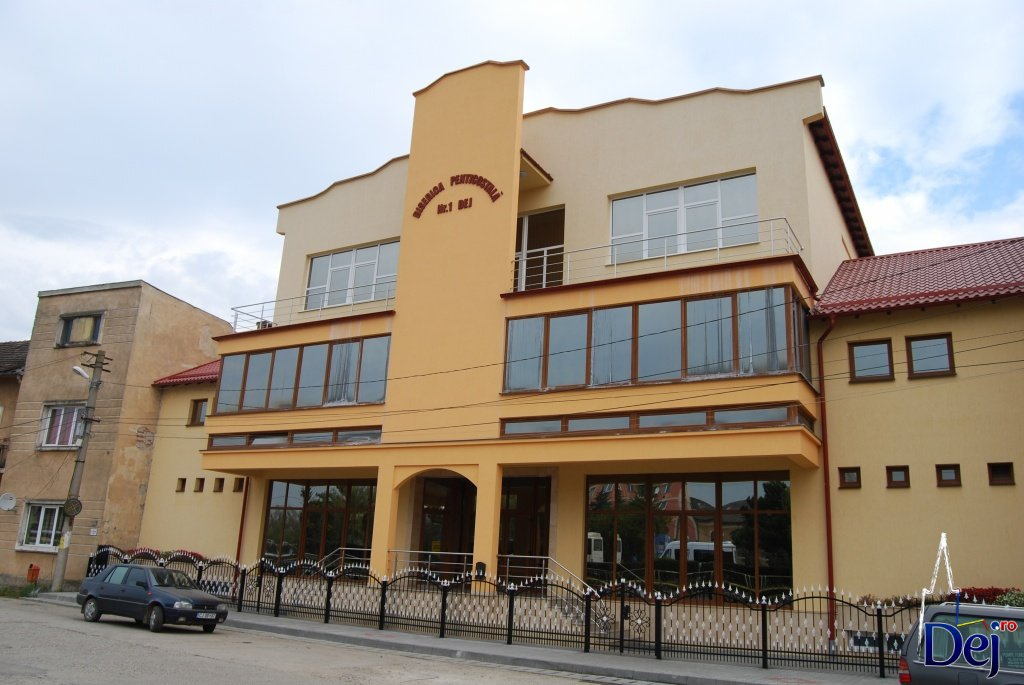
Temple pentecostal a Dej
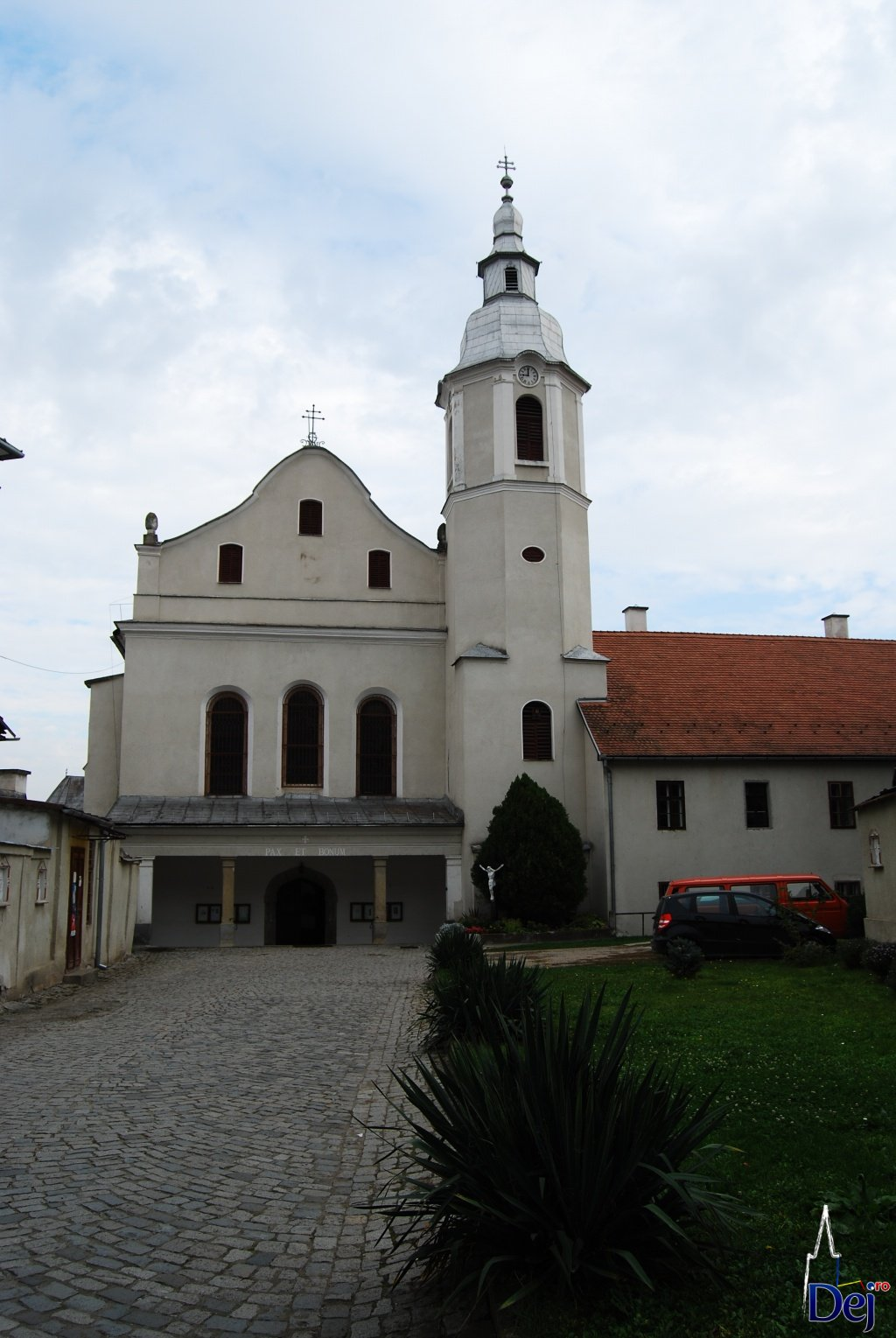
L’Església Catòlica Romana
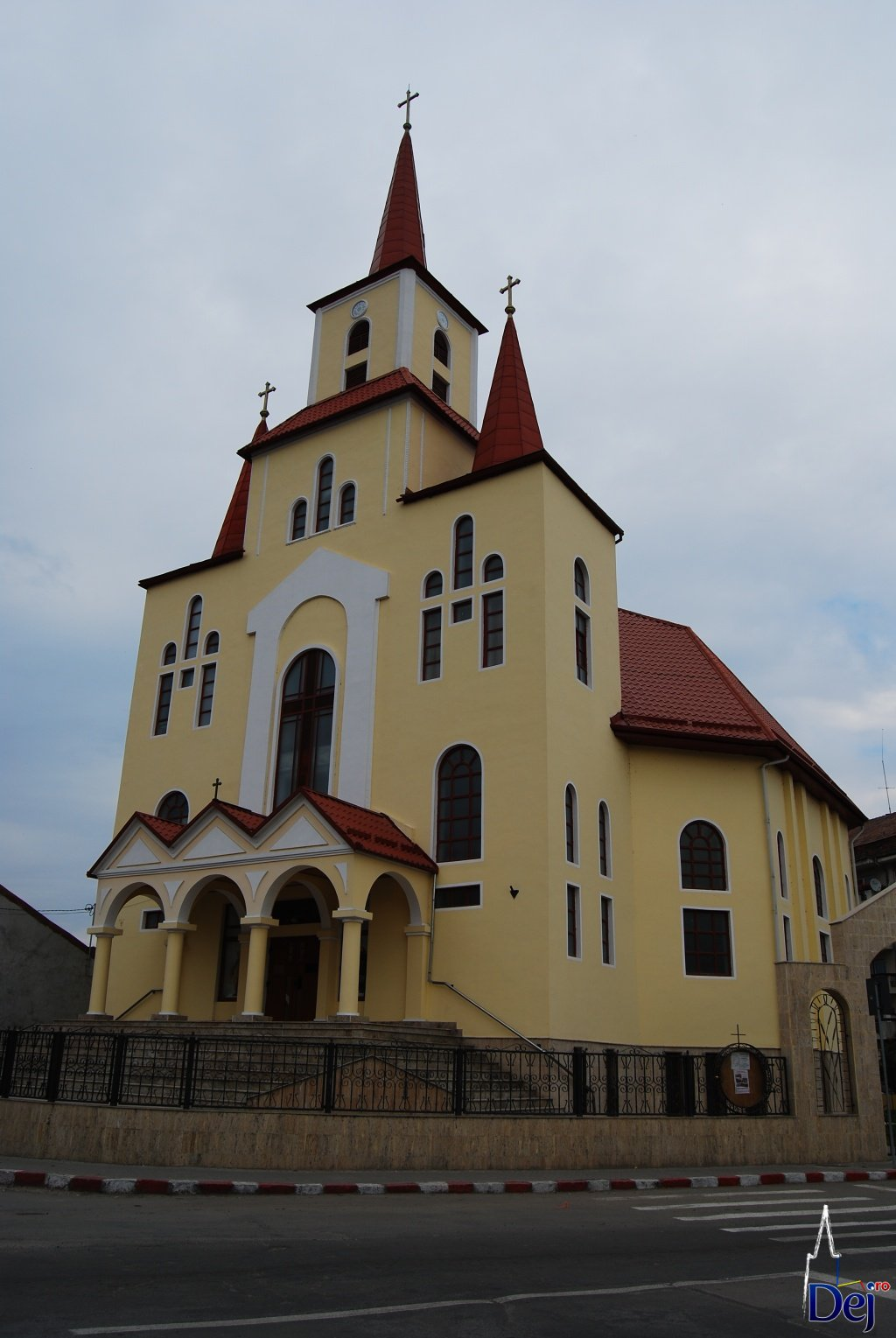
Església greco-catòlica l'1 de maig
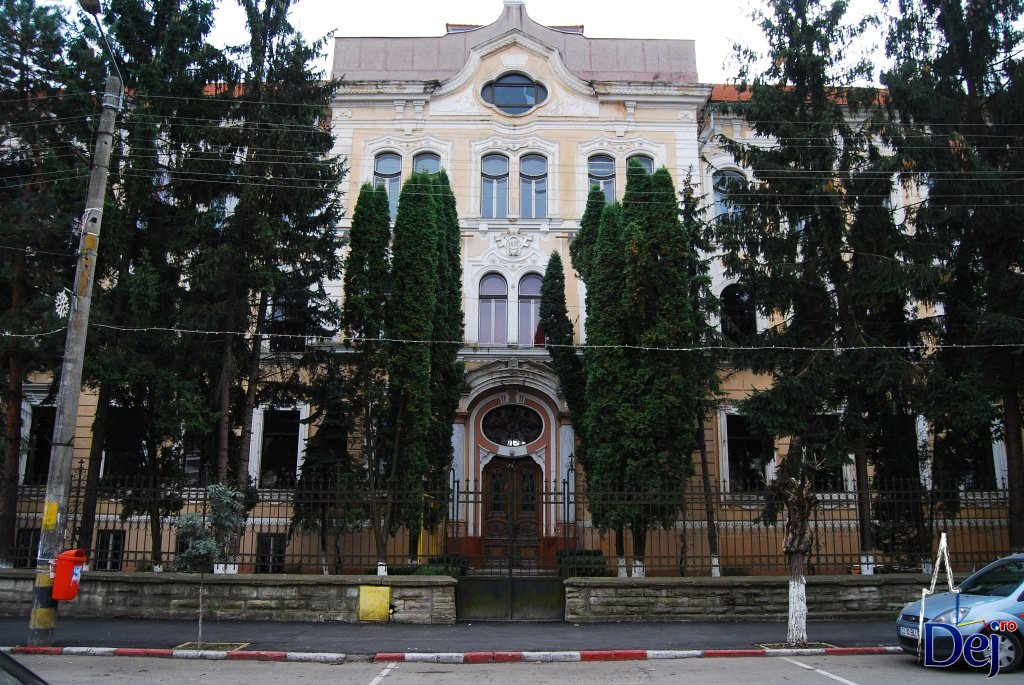
Col·legi Nacional Andrei Mureșanu
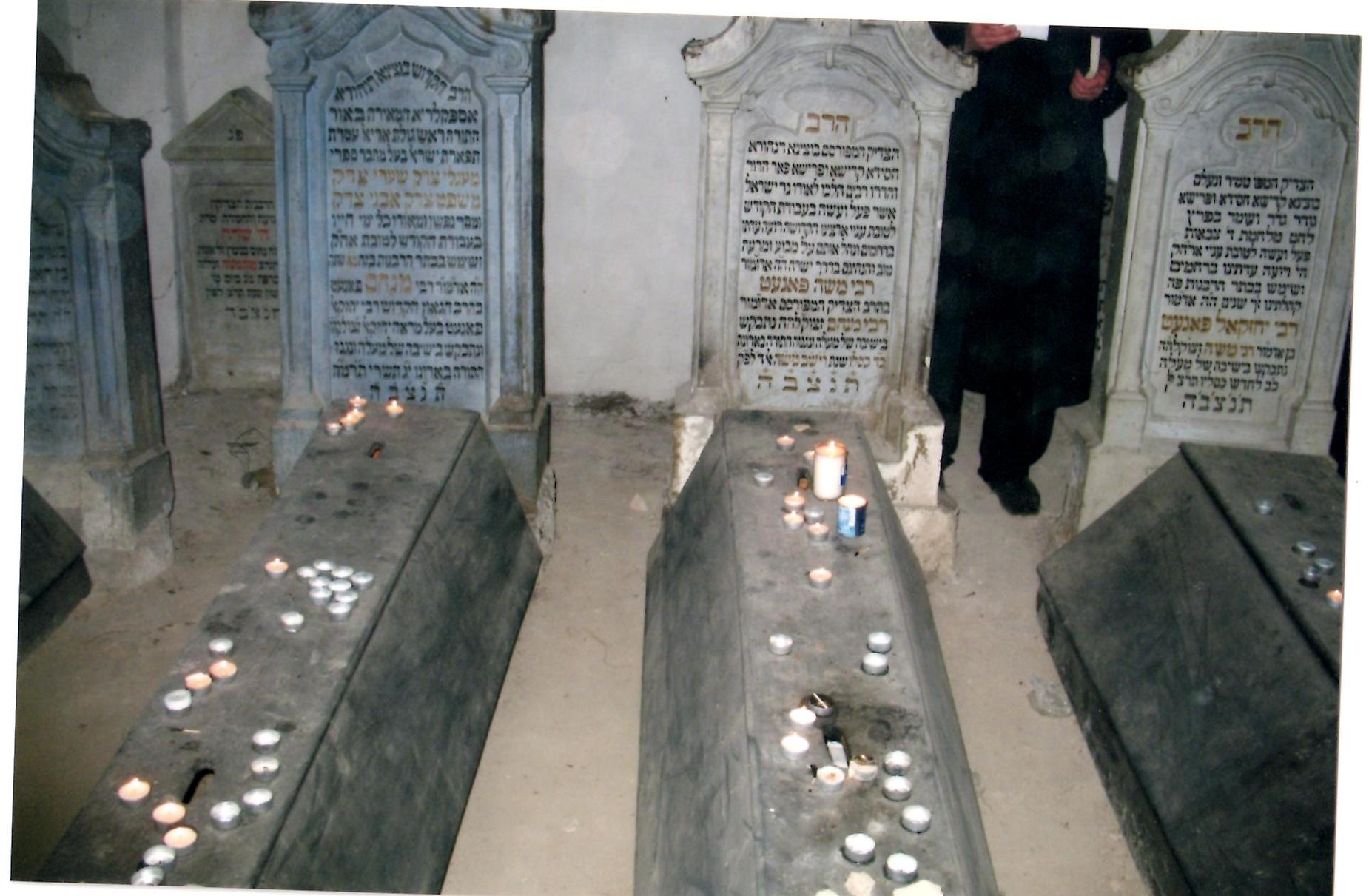
Sepulcres al cementiri jueu de Dej